# ナミヤ雑貨店の奇蹟 (映画)
『ナミヤ雑貨店の奇蹟』（ナミヤざっかてんのきせき）は、東野圭吾の同名小説を原作とした日本映画。2017年9月23日に公開。主演はHey! Say! JUMPの山田涼介。

## 概要
9月23日の日本公開を前に、中国、香港、台湾、韓国、シンガポール、マレーシアでの公開が決定。さらに、釜山国際映画祭「アジア映画の窓」部門への正式出品が決定している。

## キャスト
- 矢口敦也 - 山田涼介（Hey! Say! JUMP）[3]
  - 本作の主人公。コソ泥をして翔太と幸平と共に逃亡中。三人の中でリーダー的存在。児童養護施設「丸光園」の園児。三番目の相談依頼者の田村晴美の悩み相談に翔太と幸平と共にやがて本気で答え、アドバイスする。
- 小林翔太 - 村上虹郎[5]
  - 少年っぽさが残っている。「丸光園」の園児。
- 麻生幸平 - 寛一郎[6]
  - 気が弱い。「丸光園」の園児。
- 浪矢雄治 - 西田敏行[3]
  - ナミヤ雑貨店の店主。妻が亡くなった事で元気を無くしていたが、冗談がキッカケで始まった悩み相談に答える事を生きがいにしている。
- 浪矢貴之 - 萩原聖人[5]
  - 雄治の息子。店の運営を心配し、雄治に同居を提案する。
- 浪矢芙美子 ‐ 山田キヌヲ
- 皆月暁子 - 成海璃子[5]
  - 浪矢雄治の元恋人。児童養護施設「丸光園」の創設者。
- 皆月良和 - PANTA（頭脳警察）[7]
  - 暁子の弟。姉の暁子の死後「丸光園」園長となる。
- 松岡克郎（魚屋ミュージシャン）- 林遣都[5]
  - 最初の相談依頼者。ミュージシャンを目指しているが芽が出ず、夢を追い続けるか実家の魚屋を継ぐかで迷って相談する。数年後、ミュージシャンとして「丸光園」を訪れ、幼いころの水原セリと出会う。「丸光園」が火事になり、セリの弟を助けて命を失う。
- 松岡健夫 - 小林薫[7]
  - 松岡魚屋の店主。克郎の父。
- 松岡加奈子 ‐ 根岸季衣
  - 克郎の母。
- 松岡栄美子‐ 浅見姫香
  - 克郎の妹。
- 水原セリ - 門脇麦[5] / 鈴木梨央（少女時代役）[7]
  - 「丸光園」の元園児。火事で弟を救ってくれた松岡克郎に感謝している。川辺映子とは「丸光園」で共に育った同級生。幼いころに聞かせてくれた克郎の作った曲に歌詞を付けた「REBORN」をLIVEで歌い、歌手として活躍している。
- 川辺みどり（グリーンリバー）- 菜葉菜
  - 二番目の相談依頼者。お腹の子を産むか産まないかで迷って相談する。仕事の疲れから車の居眠り運転で海に落ち、幼い娘を残し事故死する。
- 川辺映子 - 山下リオ[7]
  - みどりのひとり娘で母の死後、「丸光園」に入りセリと出会い同級生となる。
- 田村晴美（迷える子犬）- 尾野真千子[5]
  - 三番目の相談依頼者。両親を幼い時に亡くし、「丸光園」に入る。小学校高学年のころに育ての親の大叔母夫婦に引き取られ高校まで出してもらう。昼は小さな会社で事務員、夜はクラブでホステスをしている。クラブの客に愛人の誘いがあり、お金を貯めて育ての親の大叔母夫婦に恩返しをしたいと相談する。
- 田村秀代 - 吉行和子[7]
  - 晴美の育ての親。
- 刈谷守[注 1] - 手塚とおる[7]
  - 現在「丸光園」の園長。横領している。
- 他 - 川瀬陽太、蜷川みほ、唐木ちえみ、好井まさお、猫田直、菅原大吉　ほか

## スタッフ
- 監督：廣木隆一[3]
- 原作：東野圭吾「ナミヤ雑貨店の奇蹟」
- 脚本：斉藤ひろし
- 音楽：Rayons
- 音楽プロデューサー：安井輝
- 主題歌：山下達郎「REBORN」[8]
- 撮影：鍋島淳裕
- 照明：北岡孝文
- 録音：深田晃
- 美術：丸尾知行、中川理仁
- 装飾：吉村昌悟、山本直輝
- 衣装デザイン：小川久美子
- ヘアメイク：永江三千子
- 編集：菊池純一
- 視覚効果：松本肇
- アクションコーディネーター：渡邉昌宏（ジャパンアクションエンタープライズ）
- スクリプター：菅谷雪乃
- キャスティング：川村恵
- 助監督：稲葉博文
- 制作担当：中円尾直子
- ロケ協力：豊後高田市、大分県、大分県豊後高田市フィルムコミッション、大分市ロケーションオフィス、長崎県フィルムコミッション、長崎電気軌道　ほか
- エグゼクティブプロデューサー：井上伸一郎
- 製作者：堀内大示、高橋敏弘、松井智、藤島ジュリーK.、飯田雅裕
- 企画：加茂克也
- 企画プロデュース：水上繁雄
- プロデューサー：二宮直彦、千綿英久
- 制作プロダクション：角川大映スタジオ
- 配給：KADOKAWA、松竹
- 製作委員会メンバー：KADOKAWA、松竹、ハピネット、ジェイ・ストーム、朝日新聞社

## 封切り
全国343スクリーンで公開され、2017年9月23日、24日の初日2日間で興収2億986万8700円、動員16万7787人になり、映画観客動員ランキング（興行通信社調べ）で初登場第1位となった。客層の男女比は3対7。公開2週目の週末となる9月30日、10月1日の2日間では、興収1億3000万円、動員11万4000人になり、映画観客動員ランキングで第3位となった。その後の映画観客動員ランキングの推移は、公開3週目の週末（10月7日、8日）が第5位、公開4週目の週末（10月14日、15日）が第7位だった。

## 受賞歴
- 第41回山路ふみ子映画賞 特別賞（吉行和子、西田敏行）[13]
- 第30回日刊スポーツ映画大賞・石原裕次郎賞 助演女優賞（尾野真千子）[14]
- 第91回キネマ旬報ベスト・テン 新人男優賞（山田涼介） ※『鋼の錬金術師』と合わせて受賞。[15]
- 第41回日本アカデミー賞[16]
  - 優秀作品賞
  - 優秀監督賞 : 廣木隆一
  - 優秀脚本賞 : 斉藤ひろし
  - 優秀助演男優賞 : 西田敏行
  - 優秀助演女優賞 : 尾野真千子
  - 優秀美術賞 : 丸尾知行/中川理仁
- 第27回日本映画批評家大賞[17]
  - 新人男優賞 : 寛一郎

## テレビ放送
| 回 | 放送年月日    | 放送時間           | 放送局     | 放送枠          | 視聴率 | 備考         |
| -- | ------------- | ------------------ | ---------- | --------------- | ------ | ------------ |
| 1  | 2019年6月28日 | 金曜 21:00 - 23:09 | 日本テレビ | 金曜ロードSHOW! | 7.8%   | 地上波初放送 |

- 視聴率はビデオリサーチ調べ、関東地区・世帯・リアルタイム。